# العلاقات العامة في المؤسسات الحكومية
ظهر مفهوم العلاقات العامة في المؤسسات الحكومية (بالإنجليزية: Public Relation)‏ في نهاية القرن التاسع عشر، وشاع استخدامه في منتصف القرن العشرين، وتعددت تعريفاته، وبالرغم من شيوعه في أوساط الأعمال إلا أنه كان يستخدم لوصف مجموعة متنوعة وواسعة من النشاطات والذي ألبسه الغموض والإبهام.ولذلك سنتناوله بأبسط تعريف:
تعتبر العلاقات العامة حلقة الوصل مابين المنظمة والجمهور بحيث أن الجمهور ينقسم إلى قسمين الداخلي (العاملين داخل المنظمة) والخارجي (العملاء والمؤسسات المنافسة وصناع القرار ووسائل الإعلام والمساهمين والمستثمرين والنخب في المجتمع.....الخ).

## أهمية العلاقات العامة
تبرز أهمية العلاقات العامة في أن المنشآت الصناعية تنتج العديد من السلع التي تهدف إلى إيصالها إلى أيدي المشترين والمستثمرين، وهي في ذلك ترتبط بالموردين والمنشآت الأخرى، التي تتعاون معها، وتمدها باحتياجاتها المختلفة، بالإضافة إلى احتياج جمهورها الداخلي، الذي يتمثل في الموظفين والعمال، إلى من يربطهم بالمنشأة وأهدافها ويحببهم فيها، ويزيد من إخلاصهم وولائهم لها.
وتبدو أهمية العلاقات العامة في أن المنشأة تسعى دائما إلى تنمية هذه الاتصالات وتكوين الآراء حول السلع التي تنتجها المؤسسة، وإذا لم تكن إدارة العلاقات العامة في المنشآت الصناعية على مستوى علمي عال من الخبرة والكفاءة فلاشك أن علاقاتها مع جمهورها الداخلي والخارجي سوف تتأثر بذلك، وقد يحدث أن تواجه المنشأة بمواقف سيئة وصعبة تحتاج إلى القدرة واللباقة و الحكمة في معالجتها، حتى لا يظهر أي رأي مضاد، أو كراهية للمنشأة و منتجاتها، وبخاصة في مجالات المنافسة، والتي يسعى فيها المتنافسون إلى إطلاق الشائعات والتشويش ضد المنشآت الأخرى، وهنا تبرز أهمية العلاقات العامة في مواجهة هذه الصعوبات.
وتبدو أهمية العلاقات العامة كذلك في المنشآت الخدمية، فقد تكون الخدمة التي تقدمها غير ضرورية بالنسبة للفرد، أو قد تكون هناك بدائل لها، مما يصعّب من دور العلاقات العامة. فإذا ما أهملت شركة طيران - مثلا- الاهتمام بعملائها، وعجزت عن تقديم الخدمات على الوجه المرضي، أو عدم قيام طائرتها بالإقلاع في مواعيدها المحددة، فلا شك أن المسافرين سوف يتوجهون نحو شركات الطيران الأخرى، التي تقدم أحسن الخدمات بنفس التكلفة، بل وربما اقل.
وتتضح أهمية العلاقات العامة في مجال المنظمات الحكومية، حيث تقوم بدور مهم في تحسين العلاقات بين الحكومة أو الوزارة والجمهور، فعن طريقها ينمو الشعور بالمسئولية لدى المواطنين، وبالتالي تحويلهم إلى جمهور ايجابي متعاون مع الحكومة. ولقد نمت العلاقات العامة وتطورت كمفهوم إداري، وكوظيفة حيوية في المنظمات الحكومية، في الدول المتقدمة، خلال الثلاثين عاماً الماضية.
وتظهر أهمية العلاقات العامة في أنها تؤدى وظيفة مهمة وحيوية للإدارة العامة، إذ أصبح من واجب الإداريين أن يخبروا الجماهير بسياستهم، ويجسّوا نبض الرأي العام قبل هذه السياسات، ومن حقهم أيضا أن يردّوا على النقاد ويبرروا تصرفاتهم التي تشغل الرأي العام.

## العلاقات العامة في المنظمات الحكومية
كانت الدول في العصور القديمة تمارس دورها التقليدي المتمثل في المحافظة على الأمن الداخلي والحفاظ على ممتلكات المواطنين بالإضافة إلى حماية حدود الدولة، أما في العصور الحديثة فقد تطور دور الدولة وأتسع حتى أصبح يشمل أوجه الحياة الاقتصادية والاجتماعية والتعليمية والصحية فالدولة قدمت ولا تزال تقدم الكثير من الخدمات كالأمن والدفاع الوطني والمدني والقضاء والبرامج الاجتماعية، ونتيجة لتطور دور الدولة بهذا الشكل فقد زادت المشاكل التنفيذية التي تقابلها وزاد عدد الوزارات وتضاعفت أعداد العاملين فيها مما استدعى ضرورة الاهتمام بالعلاقات الجيدة مع الجماهير وإنشاء وحدات متخصصة في العلاقات العامة لكي تنظم هذه العلاقات وتبني جسور من الثقة بين الأجهزة الحكومية وجماهيرها، ، الأمر الذي استدعى وبشكل ملحّ وجود قنوات اتصالية عديدة تربط الحكومة بالمواطنين؛ فالحكومة بالمفهوم الحديث أضحت مسألة إدارية معقدة نتيجة تداخل أدوارها المتعددة، التي تحتاج بالضرورة لشرح وتفسير وتوضيح، حتى تستطيع أن تبقى على صلة مباشرة بالمواطنين، والإدارة الحكومية المؤثرة تنمو وتزدهر من خلال قربها من المواطن ومشاكله، فقد أثبتت التجارب أن استقرار الدول وتطورها مرهون بطبيعة العلاقة السائدة بين الحكومة ومواطنيها. فعندما يسود التفاعل بين الحكومة والمواطنين؛ تتقلص الفجوة فيما بينهما ويسود التفاهم والعكس أيضا ً صحيح، فحين تغلق أبواب التواصل والحوار تتسع الفجوة وتبرز المشكلات والأزمات والخلافات، وتنعدم الثقة، الأمر الذي يقود إلى الفوضى وعدم الاستقرار، ولا يتوقف الأمر عند الحدود العلاقة التي تربط الحكومة بمواطنيها، بل يتعدى ذلك ليمتد إلى خارج الحدود، فالدول لا تعيش منعزلة، بل متفاعلة مع محيطها الدولي. وفي كثير من الأحيان فإن صورة الدولة خارجيا ً تعد عاملا حاسما ً في تشكيل علاقاتها مع الدول الأخرى، حكومات وشعوبا ً، الأمر الذي يؤثر على مكانة الدولة ومصالحها السياسية والاقتصادية والثقافية، وتنفق الدول مبالغ طائلة من أجل الاحتفاظ بصورة إيجابية على الصعيد الدولي، وتمارس العلاقات العامة بشكل واسع لكسب التأييد السياسي، وتحسين وضعها الاقتصادي وزيادة تفاعلها الثقافي.
وخلال العقدين الأخيرين، تزايد دور العلاقات العامة في المجال السياسي، وأصبح السياسيون يعتمدون على العلاقات العامة، باعتبارها نموذجا ً من نماذج الاتصال الإقناعي، الذي يؤثر في اتجاهات الجمهور وممارسته.
وأصبحت العلاقات العامة أداة حاسمة في تشكيل طبيعة التواصل بين الحكومة ومواطنيها من ناحية، وبين المرشحين السياسيين والجمهور من ناحية أخرى، وأخذت تلعب دورا ً بارزاً في الحملات السياسية التي تستهدف توجيه الرأي العام، وتشكيل اتجاهاته، وتحديد اختياراته. وتعد العلاقات العامة من العوامل المؤثرة التي تدعم القوة السياسية، سواء على صعيد الحكومة، أو على صعيد المرشحين لمواقع معينة في إطار إدارة السياسة العامة ؛ فالعلاقات العامة أضحت قوة مؤثرة في عملية اختيار رؤساء الدول والحكومات. فإذا كان السياسيون هم من يمارسون البرامج السياسية، فإن العاملين في مجال العلاقات العامة هم من يستطيعون إقناع الرأي العام بفاعليتها وهم القادرون على إيصال هذه البرامج وجدواها إلى الجمهور، وبالتالي كسب تأييدهم وقبولهم لها.

## أهداف العلاقات العامة في المؤسسات الحكومية
تهدف أجهزة العلاقات العامة إلى تطوير العملية الإدارية للجهاز الحكومي من خلال تغذيته بالمعلومات الدقيقة حول إتجاهات الرأي العام. كما تساهم في اكتشاف مدى التأثير الذي تحدثه القوى الاجتماعية داخل المجتمع، ويمكن تلخيص أهداف العلاقات العامة في الأجهزة الحكومية بما يلي:
1.الحصول على تأييد الرأي العام ومد جسور الثقة والتواصل بينه وبين الحكومة وذلك من خلال إمداده بالمعلومات الصحيحة والاعتماد على الصدق والأمانة في إيصال المعلومات إليه.
2.القيام بشرح أهداف النظام السياسي والاقتصادي والاجتماعي السائد في الدولة.
3.شرح القوانين الجديدة وأي تغييرات أو تعديلات في القوانين بالإضافة إلى شرح مبررات اتخاذ هذه القوانين أو التعديلات التي تجري عليها.
4.تنمية الإحساس بالمسؤولية لدى المواطنين من خلال وسائل الإتصال المعروفة كالصحف والمجلات والتلفزيون.
5.إرشاد المواطنين بما فيه مصلحتهم والمصلحة العامة. 
6.تحسين العلاقات سواء مع الجمهور الداخلي أو الخارجي.
7.ضرورة تبليغ المواطنين بالخدمات والوظائف التي تزاولها الحكومة حتى يمكن أن يسهم فيها ويفيد منها بالكامل.
8.تدعيم العلاقة مع وسائل الاتصال المعروفة من الصحف والمجلات والتلفزيون وغيرها.
9.الدفاع عن موقف الدائرة الحكومية إذا تعرضت لأي انتقاد من قبل الآخرين.
على الصعيد الخارجي تهدف العلاقات العامة الحكومية إلى ما يلي:
1-رسم صورة إيجابية حقيقية للدولة على الصعيد الدولي للإفادة منها سياسياً، واقتصادياً، وثقافياً.
2-ترويج المفاهيم التي تقوم عليها الدولة وسياساتها على الصعيد الدولي. 
3-كسب التأييد لسياسات الدولية ومواقفها تجاه القضايا الإقليمية والدولية. 
4-تسهيل مهمة وسائل الاتصال الخارجية، وتوفير الظروف المناسبة لها، بهدف نقل صورة حقيقية للوطن خارج حدوده. 
5-رصد ما ينشر أو يبحث من خلال وسائل الإتصال الخارجية عن الوطن، ومتابعته وتقويمه والرد علية إذا لزم الأمر. 
6-متابعة ما يجري في مراكز صناعة القرار الدولي، وتقويم آثاره السياسية والاقتصادية على الوطن. ولتحقيق الأهداف من خلال:
أ‌-تقديم معلومات دقيقة بصورة مستمرة ومنتظمة عن الحكومة وسياستها وإنجازاتها للمواطنين، وإعلامهم بالقوانين والأنظمة والإجراءات التي تمس حياتهم.
ب‌-تقديم المشورة للمسؤولين الحكوميين فيما يتعلق بردود الفعل الحالية والمستقبلية المتوقعة للسياسات القائمة أو المرتقبة.

## وظائف العلاقات العامة في المؤسسات الحكومية
نرى أن وظائف العلاقات العامة الحكومية تتجاوز حدود تقديم المعلومات للمواطنين والاستشارات للمسؤوليين الحكوميين، ويمكن رصد الوظائف التالية التي تقوم بها أجهزة العلاقات العامة في المؤسسات الحكومية:

### الوظيفة الإعلامية المعلوماتية
وتهدف هذه الوظيفة إلى إعلام المواطنين بالقوانين والأنظمة الحكومية، والمشاريع التي تنفذها أو تسعى لتنفيذها، والنشاطات الروتينية التي يقوم بها المسؤولون الحكوميون، إلى جانب قرارات الحكومة في المجالات المختلفة. ومن الجانب الآخر، إعلام صانعي السياسات والقرارات بما يتوفر من معلومات حول ردود الأفعال السريعة للرأي العام، ووسائل الإتصال حول نشاطات الحكومة وسياساتها وقراراتها ومشاريعها المختلفة، وتتركز هذه الوظيفة على الأخبار وجمع المعلومات الأولية عن مجريات الأحداث اليومية والأحداث الروتينية، من خلال استطلاعات الرأي العام السريعة التي تبحث في تحديد اتجاهات الجمهور من قضايا المختلفة؛ إلى جانب متابعة ما ينشر أو يبحث عبر وسائل الاتصال المختلفة.

### الوظيفة التفسيرية
وتذهب هذه الوظيفة إلى أبعد من عملية الأخبار وجمع المعلومات. فهي تقدم تفسيراً للسياسات والقرارات المختلفة.أي بمعنى تقديم رؤية الحكومة ومبرراتها لانتهاج سياسة معينة، أو لاتخاذ قرار معين بما في ذلك البحث في الأسباب والنتائج المتوقعة. ويشمل ذلك سياسات وقرارات الحكومة على الصعيدين الوطني والدولي.

### الوظيفة الإقناعية
تهدف هذه الوظيفة إلى إقناع الرأي العام بضرورة اتخاذ إجراءات معينة، أو اعتماد سياسات محددة، أو اللجوء إلى قرارت ذات طبيعة خاصة، فحين تقوم الحكومة بتبني سياسات أو قرارات مصيرية يجري بها إقناع مواطنيها بهذه السياسات أو القرارات، وتوضيح موقفها، وتقديم براهينها وأدلتها التي تدعم ضرورة ذلك. فالمواطن لا يميل إلى تقبل القرارات المفاجئة خاصة إن كانت تؤثر في مجريات حياته ومعيشته اليومية. والتمهيد غلى اتخاذ مثل هذه القرارات يساعد في تجنب عنصر الصدمة الذي قد تحدثه مثل هذه القرارات لدى الجمهور، والتي قد تقود إلى حالة من الاضطراب والفوضى.

### الوظيفة التقييمية
وتضم هذه الوظيفة النشاطات المتصلة بإعداد التقارير المرجعية، والتحليلات والدراسات التي تبحث بعمق في نتائج السياسات والخطط الحكومية الحالية، والظاهرات السياسية والاقتصادية ولإجتماعية داخل المجتمع، وقياس اتجاهات الرأي العام حولها. وتعتبر هذه الوظيفة من أهم الوظائف التي تقوم بها العلاقات العامة نظرا ً لأهميتها للمخططين في مجال السياسات العامة، حيث توفر لهم معرفة مسبقة باحتياجات المواطنين وتطلعاتهم. وتستند هذه الوظيفة لدراسات وبحوث الرأي العام السريعة، التي تسعى لتوفير معـلـومات مفيدة حول إتجاهات الرأي العام في إطارها العام، في حين تقدم دراسات وبحوث الرأي العام معلومات حول اتجاهات الرأي العام وذلك من حيث عمقها، وإتساعها وشدتها إلى جانب الأسباب والدوافع التي تقف وراء تشكيها.

### الوظيفية التوثيقية
وتشمل هذه الوظيفة حفظ وتصنيف الوثائق الرسمية، والقوانين والقرارات الحكومية، والخطب الرسمية، والتصريحات التي تتعلق بمواقف الحكومة محليا ً ودوليا ً، ومواقف الحكومة من الإتفاقات الدولية إلى جانب القوانين الخاصة في مجال الاتصال. والاحتفاظ بقوائم المؤسسات الإعلامية والصحفية وأسماء العاملين فيها. ويتوقف دور أجهزة العلاقات العامة في مجال التوثيق على مجال الذي تخدمه، بالإضافة إلى مستواه. فالأجهزة الوطنية تخدم الحكومة بكافة مؤسساتها، أما الأجهزة المؤسسية فتخدم القطاع الذي تعمل فيه.

### الوظيفة التشريفية
ترتكز هذه الوظيفة على تقديم الخدمات وتنظيمها مثل إستقبال الوفود الرسمية ومرافقتها وتسهيل إجراءات إقامتها في البلد. وكذلك تسهيل مهمات الصحفيين والإعلاميين، وتنظيم الاجتماعات والندوات والمؤتمرات، وتعمل على تهيئة الأجواء المناسبة لها. وتنظيم لقاءات الصحفيين والإعلاميين بمسؤولي الحكومة، وتسهيل مهام إدارة المؤسسة التي ينتمي إليها جهاز العلاقات العامة.

## أهمية ودور العلاقات العامة في المنظمات الحكومية
تمثل العلاقات العامة جانبا ً هاماً من جوانب الإدارة سواء في منظمات الأعمال أو في المنظمات الحكومية، فهي لا تخرج من كونها نشاطاً يسعى لكسب ثقة وتأييد الجماهير المختلفة لأهداف وسياسات وإنجازات المنظمة وخلق جو من الألفة والتعاون ما بين المنظمة وجماهيرها المختلفة الداخلية والخارجية. وهذا كله يعتمد على وجود سياسات سليمة وإعلام صادق على نطاق واسع. وفي ذلك لا تختلف مسؤوليات العلاقات العامة وجمهورها في المنظمات الحكومية عنها في المنظمات والمشروعات الصناعية والتجارية، فهي كلها تهدف في النهاية إلى خلق جو من الثقة والاحترام والفهم المتبادل ما بين المنظمة وبين الجمهور الداخلي والخارجي.
والعلاقات العامة في مجال المنظمات الحكومية لها أهمية بارزة حيث تمارس الحكومة أعباء ضخمة ومسؤوليات عديدة تجاه أفراد المجتمع، وهذا ما أدى إلى توسع حجم الجهاز الحكومي. ومن هنا كانت أهمية العلاقات الطيبة بين المنظمة وجمهورها بما يكفل دعم ثقة الجمهور فيها عن طريق إطلاعه على الحقائق والمعلومات سواء عن أهداف المنظمة وسياساتها وبرامجها وخططها وإنجازاتها، وكذلك إقناع الجمهور بأهمية الجهود التي تبذلها المنظمة لخدمة المواطنين والدور الهام الذي يقوم به الموظفون العاملون في هذا المجال، ويجب إعلام الجمهور بصراحة بالمشكلات التي تواجهها المنظمة في نهوضها برسالتها، وشرح ما يصدر من تشريعات وقوانين وقرارات، وزيادة وعي الجمهور في المجال المالي والاقتصادي من خلال تبسيط المعلومات المالية والاقتصادية، وتشجيع الجمهور على الاهتمام بأمور الإدارة العامة وتتبع أعمالها والوقوف على تقديمها، وحشد الدعم والمسائلة للتصرفات والسياسات الحكومية من أجل جعل الجمهور يدرك ويفهم هذه التصرفات والسياسات.
وكما يدخل في مجال العلاقات العامة في الحكومة إعلام الجمهور بحقيقة الموقف الداخلي للحكومة ووجهات نظرها للأحداث المحلية والعالمية. وكذلك يدخل في مجال العلاقات العامة في المنظمات الحكومة النشاط الذي تقوم به الإدارة لوضع وتوجيه سياساتها بما يتفق مع مصالح الجمهور باعتبار أن الرأي العام له تأثر قوي على الحكومة، لكونه يساهم في رسم السياسة العامة للدولة. فالقوانين والتشريعات تصدر وفقا ً لآراء جماهير الشعب، بل أن الحكومات تستمد سلطتها الحقيقية من الرأي العام. ولهذا تبدو أهمية الوقوف على آراء الجماهير ووجهات نظرها لأخذها في الحسبان عند إصدارات التشريعات والقوانين.
إن مساندة وتأييد الرأي العام لسياسات المنظمة عامل قوي في نجاحها وتحقيق أهدافها. وهنا يبدو أهمية توفير اتصال ذو اتجاهين بين المنظمة وجمهورها، وهذا بدوره يساعد المنظمة على التصرف بما يتفق واتجاهات الرأي العام.
وهناك وسائل عديدة لاتصال المنظمة الحكومية بجماهيرها ومنها الاستقصاءات أو الاستبيانات للوقوف على آراء ورغبات الجماهير بشأن مسائل معينة ، وكذلك المطبوعات والنشرات الإعلامية في الصحف والمجلات والإذاعة والتلفزيون وغيرها من وسائل الإعلام ، وجلسات الاستماع ، hearing sessions، وأتباع سياسة الباب المفتوح open door plicy ، وكفالة حق الجمهور في تقديم الشكاوي والتظلمات إلى المسؤولين بالجهاز الحكومي، وغير ذلك من أساليب.
ويؤكد ما سبق أهمية إعداد بحوث الرأي العام وتخطيط برامج العلاقات العامة في المنظمات الحكومية والتي بدونها تكون اتصالات المنظمة الحكومية غير واقعية حيث لن تعرف المنظمة ما يرغب الجمهور في معرفته من معلومات وحقائق، فضلا عن الوقوف على آرائه ومقترحاته وردة فعله لسياسات وقرارات وإنجازات المنظمة الحكومية. وبديهي أنه في ظل هذه الظروف لن تحقق الاتصالات من طرف واحد أهدافها، ولنا أن نتصور كيف سيكون الوضع في منظمة عامة تنفق أموالا كثيرة في مجالات الاتصال بدون أن تتوفر لها معلومات عن أية نتائج ، أي عن رد الفعل الجماهير لإنجازاتها ولسياساتها ولقراراتها إضافة للأثر النفسي السيئ الذي سيحل لدى الجماهير والتي ستشعر بأن آراءها ومقترحاتها ليست محل اهتمام وليس هناك من يبحث عنها ويهتم بها، وهو أمر قد يدفع الجماهير لتكون أكثر انتقادا لسياسات وأوضاع وإنجازات المنظمة الحكومية وبالتالي عدم الثقة فيما بين المنظمة والجمهور. إنه من الأهمية بمكان الاهتمام بتخطيط برامج العلاقات العامة في الجهاز الحكومي وتوفير المعلومات والحقائق التي تركز عليها خطط وبرامج العلاقات العامة والالتزام بالتخطيط كجزء هام وضروري لأي برنامج إعلامي ناجح.

### التفاهم المتبادل جوهر العلاقات العامة في المنظمات الحكومية
إن أنشطة العلاقات العامة في المنظمات الحكومية هو بمثابة مجهودات أو محاولات متعمدة لخلق وتنمية نوع من الصلات تساهم في دعم الفهم والاحترام والود المتبادل ما بين المنظمة وما بين الجمهور. إن جمهور المنظمة بحاجة إلى خدماتها وفي ذات الوقت ينشد احترامها له. ويقع على عاتق كافة العاملين بالمنظمة أيا كانت وظائفهم وأيا كانت مستوياتهم أن توفر هذه المشاعر والأحاسيس للجماهير المتعاملة مع المنظمة. فالموظف البسيط الذي يعمل في مكتب الاستعلامات بالمنظمة يمكنه أن يساهم إلى حد كبير في دعم سمعة المنظمة(أي إظهار الصورة المشرقة للمنظمة) لدى الجماهير المتعاملة معها واكتساب تأييدها من خلال حسن استقباله للمترددين على المنظمة والرد على استفساراتهم وإمدادهم بالتوجيهات والإرشادات اللازمة، الأمر الذي سيسهم في خلق جو من الثقة والتفهم المتبادل. وهنا تبدو أهمية كون برامج العلاقات العامة يتضمن العلاقات ومصالح متبادلة(reciprocal) فالبلدية على سبيل المثال يجب أن لا تسعى فقط إلى اكتساب التأييد والفهم والاحترام لذاتها، وإنما أيضا يجب أن يكون جميع العاملين بالبلدية من إداريين وفنيين ومهندسين وموظفين وغيرهم، مدركين لحاجات ورغبات الجمهور ، ولديهم شعور بالمودة والمحبة تجاهه، ويحترمون الرأي العام لهذا الجمهور وحكمه واتجاهاته إذا ما كانت متكونة على حقائق ومعلومات كافية. ويمتد جمهور البلدية ليشمل كافة المجموعات المتصلة به اتصال مباشر أو غير مباشر، ويجب أن يعطي برنامج العلاقات العامة بالبلدية الاهتمام الواجب لمختلف فئات الجماهير. ومن ثم يسعى برامج العلاقات العامة إلى معاونة البلدية وكذلك معاونة الجمهور الواسع من خلال توفير الخدمات البلدية السليمة وإعلام الجمهور بالحقائق والمعلومات عن البلدية من نواح متعددة تشمل دور ووظيفة البلدية، والخدمات البلدية المختلفة التي تقدمها، وكيف يمكن للمواطن أن يحكم على كفاءة الأداء التي تقوم بها البلدية ، كذلك تبدو أهمية الإعلام المستمر للعاملين بالبلدية وغيرهم بحاجات ورغبات الجمهور بشأن الخدمات البلدية ، تلك الحاجات التي تكون ذات أهمية بالغة لرجل الإدارة العليا بالبلدية حيث هي توجه وتحكم قراراتهم وسياساتهم.

## مبادئ العلاقات العامة في المنظمات الحكومية
يستند نشاط العلاقات العامة في المنظمات الحكومية على عدة أسس ومبادئ ونذكرمنها ما يلي:
1-إن المتطلبات الأولية لبرامج العلاقات العامة الجيد هو توفير المنظمة الحكومية ذاتها لخدمة جيدة. وهذا الاعتبار الهام يلقي الضوء على أهمية إدراك الإدارة العليا للمنظمة الحكومية للمسئولية الاجتماعية.
2-يتوقف مستوى جودة الخدمة التي تؤديها المنظمة الحكومية على مدى قبول وإشباع هذه الخدمة لحاجات ورغبات معينة لأفراد المجتمع.
3-يجب تشجيع كل نقد بناء، والرد على مختلف الانتقادات لسياسات أو خطط أو إنجازات المنظمة بصدق وصراحة وواقعية. فإن محاولة الهرب من مواجهه الآراء الانتقادية دليل على فشل برنامج العلاقات العامة.
4-إن دراسة حاجات المجتمع ووضع الخطط اللازمة لأشباع هذه الحاجات، هي في حد ذاتها مواد جيدة للنشر والإعلام.
5-من الأهمية بمكان ارتباط الإعلام بموضوعات تهم الجمهور والمتوقع نشرها في الوقت المناسب.
6-يجب أن تصاغ المادة الإعلامية بحيث توافق مقدار الوقت والاهتمام والتفكير الذي يحتمل أن يعطيه للمادة الإعلامية الموجهة له. ذلك للدقة في اختيار والتفسير وإبراز الحقائق وتبسيطها بدون تحريف أو تشويه لها.
7-يجب أن يكون برنامج العلاقات العامة من الوجهتين والواقعية بمثابة خدمة حقيقية للجمهور. فمن ناحية ، يجب أن يعاون هذا البرنامج الجمهور في الحصول على أقصى قدر من الخدمات التي توفرها المنظمة الحكومية، ومن ناحية أخرى يجب أن ينقل ويفسر هذا البرنامج للعاملين في المنظمة حاجات ورغبات الجمهور.